# لوئیس اوسرا بوگایال
لوئیس اوسرا بوگایال (۸ ژوئیه ۱۸۹۰–۷ اوت ۱۹۵۸) وکیل و تاجر اسپانیایی بود که از سال ۱۹۳۰ تا ۳۱ مه ۱۹۳۵ سمت ریاست باشگاه فوتبال رئال مادرید را برعهده داشت. وی هفتمین رئیس این باشگاه بود.